# Ginni Gallan
Ginni Gallan (* 18. März 1965 in Marseille) ist eine französische Sängerin.

## Leben
Mit ihrer klaren und hellen Stimme war Ginni Gallan besonders in den 1980er Jahren aktiv und verkaufte mit dem Titel J’arrête pas la musique (deutsch: Ich höre nicht auf) mehr als 500.000 Singles, wofür sie 1983 eine Trophée de la révélation erhielt. Sie trat in einem Stadion vor 50.000 Zuhörern sowie 15 Millionen Fernsehzusehern auf, was bislang nur bei Sportübertragungen üblich war, und trug mit Didier Barbelivien und Enrico Macias Lieder vor.

## Diskografie
- 1981 L’homme universel
- 1981 Enfant d’amour
- 1982 Enfant d’amour
- 1982 J’arrête pas la musique
- 1984 Il m’enlève aujourd’hui
- 1984 Je t’offrirai Byzance
- 1991 Un amour, une amie
- 1991 Marseille